# Джигателли
Джигателли (азерб. Cığatelli) — село в Габалинском районе Азербайджана.

## География
Расположено на Алазань-Агричайской равнине, к западу от районного центра Габалы.

## Топонимика
Первоначальное название Джигатайлы, Джигаталлы.
Этнотопоним джигатайлы означает «местность, где обосновались джигатайцы» (деревня джигатайцев).

## Население
В Азербайджанской сельскохозяйственной переписи 1921 года сообщалось о селе Джигатайлы с населением 59 жителей (18 хозяйств, 36 мужчин, 23 женщины)  входившем в Куткашенское сельское общество Нухинского уезда Азербайджанской ССР . Преобладающей национальностью являлись азербайджанские тюрки (азербайджанцы). 
По данным издания «Административное деление АССР», опубликованных в 1933 году Управлением народно-хозяйственного учёта Азербайджанской ССР (АзНХУ), на 1 января 1933 года в селе Джигаталлы входившем в Куткашенский сельсовет одноимённого района Азербайджанской ССР проживало 57 человек (22 хозяйства), из них 29 мужчин и 28 женщин. Население всего сельсовета (8 сёл), состояло на 87,9 % из тюрков (азербайджанцев).